# Tadeusz Korpal
Tadeusz Korpal (ur. 13 października 1889 w Krakowie, zm. 17 listopada 1977 tamże) – polski malarz i pedagog.

## Życiorys
Syn rzeźbiarza Michała Stefana, i Karoliny Pobóg Staniszewskiej (1854–1947), brat Marii (1879–1967), Aleksandra (1881–1960) i Kazimierza (1882–1968). Ukończył gimnazjum i zdał maturę w Krakowie. W 1909 rozpoczął studia na Akademii Sztuk Pięknych w Krakowie pod kierunkiem Teodora Axentowicza, Jacka Malczewskiego i Stanisława Dębickiego. Równolegle nauczał rysunku w II Szkole Realnej. Podczas studiów działał w organizacjach niepodległościowych Zarzewie, Skauting, był drużyniakiem w Polskich Drużynach Strzeleckich, współredagował pismo „Znicz”. W 1914 ukończył studia i zaciągnął się do Legionów Polskich, przydzielono go do 2 kompanii 1 batalionu 2 Pułku Piechoty. Ze względu na zły stan zdrowia w 1915 został przesunięty do Departamentu Wojskowego Naczelnego Komitetu Narodowego, gdzie został zaangażowany w sekcji prasowej i graficznej. Po zakończeniu działań zbrojnych w 1918 przeszedł do rezerwy i wyjechał doskonalić sztukę malarską do Paryża. Po powrocie został dyrektorem i nauczycielem rysunku w Gimnazjum w Wieliczce. Był bardzo zaangażowany w życie kulturalne miasta, zorganizował teatr amatorski, do którego sam pisał sztuki teatralne, a następnie reżyserował organizowane przedstawienia. Mieszkając w Wieliczce dużo tworzył, malował pejzaże, kompozycje figuralne, liczne portrety, wyjeżdżał tworzyć polichromie i nadzorować wykonywanie zaprojektowanych przez siebie witraży. Latem 1938 powrócił do Krakowa, gdzie otrzymał posadę w V Liceum im. Augusta Witkowskiego. W listopadzie 1939 został przez gestapo aresztowany i osadzony w areszcie na Montelupich, podobnie jak inni krakowscy naukowcy, profesorowie, skąd przewieziono ich do obozu w Wiśniczu. W wyniku losowania został zwolniony i powrócił do Krakowa, gdzie zaangażował się w tajne nauczanie. Po zakończeniu działań wojennych powrócił do pracy pedagogicznej w VIII Gimnazjum i Liceum, poza pracą nauczyciela był również opiekunem drużyny harcerskiej. Pięć lat później został usunięty z pracy, powodem była przynależność do Legionów, która kolidowała z nowym ustrojem. Cała energię i czas poświęcił malarstwu, swój dorobek przedstawiał biorąc udział w wielu wystawach, gdzie prezentował malarstwo olejne, litografię i grafikę. Wieloletni działacz Związku Polskich Artystów Plastyków, przewodniczący Sekcji Malarskiej Okręgu Krakowskiego, współtwórca grupy „Zachęta”.
W okresie międzywojennym w Krakowie publikowano na pocztówkach tematy z powieści Quo vadis według opracowań Tadeusza Korpala.
Od 5 sierpnia 1912 był mężem Maryli Hrabinównej (1889–1967), z którą miał troje dzieci: Zofię Ludmiłę (1914–1994), Wiesława (1916–2014) i Janinę (1918–? ).
Pochowany na cmentarzu Rakowickim.

## Dzieła Tadeusza Korpala
- Śmierć Stefana Czarnieckiego,
- Cykl obrazów z teki autolitografii artystów legionów: W oczekiwaniu, Ranny, Spotkanie,
- Cykl obrazów ze wsi: Odpoczynek w Czasie Żniw, Pastuszkowie przy ognisku, Krasula,
- Portret Juliusza Słowackiego,
- Staw w Parku,
- Kopia obrazu Olszynka Grochowska Wojciecha Kossaka,
- Kopia obrazu Matka Boża Krasnobrodzka,
- Portrety Józefa Piłsudskiego i Ignacego Mościckiego.
- Obraz Święty Wojciech.
- Ostatnia wieczerza - temat obrazka dla dzieci z okazji Pierwszej Komunii Świętej w roku 1953.

## Ordery i odznaczenia
- Krzyż Niepodległości (17 września 1932)[3]
- Złoty Krzyż Zasługi (11 listopada 1936)[2]